# Commissaire de la LNH
Le commissaire de la Ligue nationale de hockey est l'officiel le plus important de la ligue.
De 1917 à 1993, le poste s'appelait alors le Président. Le titre a changé afin d'uniformiser l'appellation avec les autres ligues de sport d'Amérique du Nord.
Le Commissaire de la LNH actuel est Gary Bettman, son adjoint William Daly (en).

## Responsabilités
Le Commissaire a plusieurs responsabilités dans la ligue. En particulier, pour chaque match, il désigne l'ensemble des officiels :
- deux arbitres principaux ;
- deux juges de lignes ;
- des juges à la vidéo ;
- des officiels en dehors de la glace (le chronométreur par exemple).

## Histoire
Le premier président de la ligue est Frank Calder et il restera en poste jusqu'en 1943. Calder a su permettre à la LNH de survivre aux différentes épreuves du temps dont, entre autres, la première et Seconde Guerre mondiale ainsi que la Grande Dépression de 1929. Le 25 janvier 1943, alors qu'il préside une réunion avec les gouverneurs de la LNH, il connaît une première attaque cardiaque, puis une seconde à l'hôpital. Une nouvelle attaque cardiaque l'emporte le 4 février. Calder avait mis en place au sein de la LNH le trophée Calder pour la meilleure recrue de la saison, trophée qu'il payait lui-même. À sa mort, le trophée (Calder Trophy) change légèrement de nom et devient le Calder Memorial Trophy.
Pour le remplacer, Norman Dutton, ancien défenseur de la LNH de 1926 à 1936, est mis en place pour succéder à Calder. Malgré ses nombreuses pénalités du temps de sa carrière de joueur, il est connu pour être un président de la LNH assez calme et sympathique. Dutton prend le poste de président de la LNH qu'à contre cœur et que sous la pression des gouverneurs de la ligue. Il démissionne du poste en 1946, après s'être trouvé un remplaçant en la personne d'un ancien arbitre, Clarence Campbell.

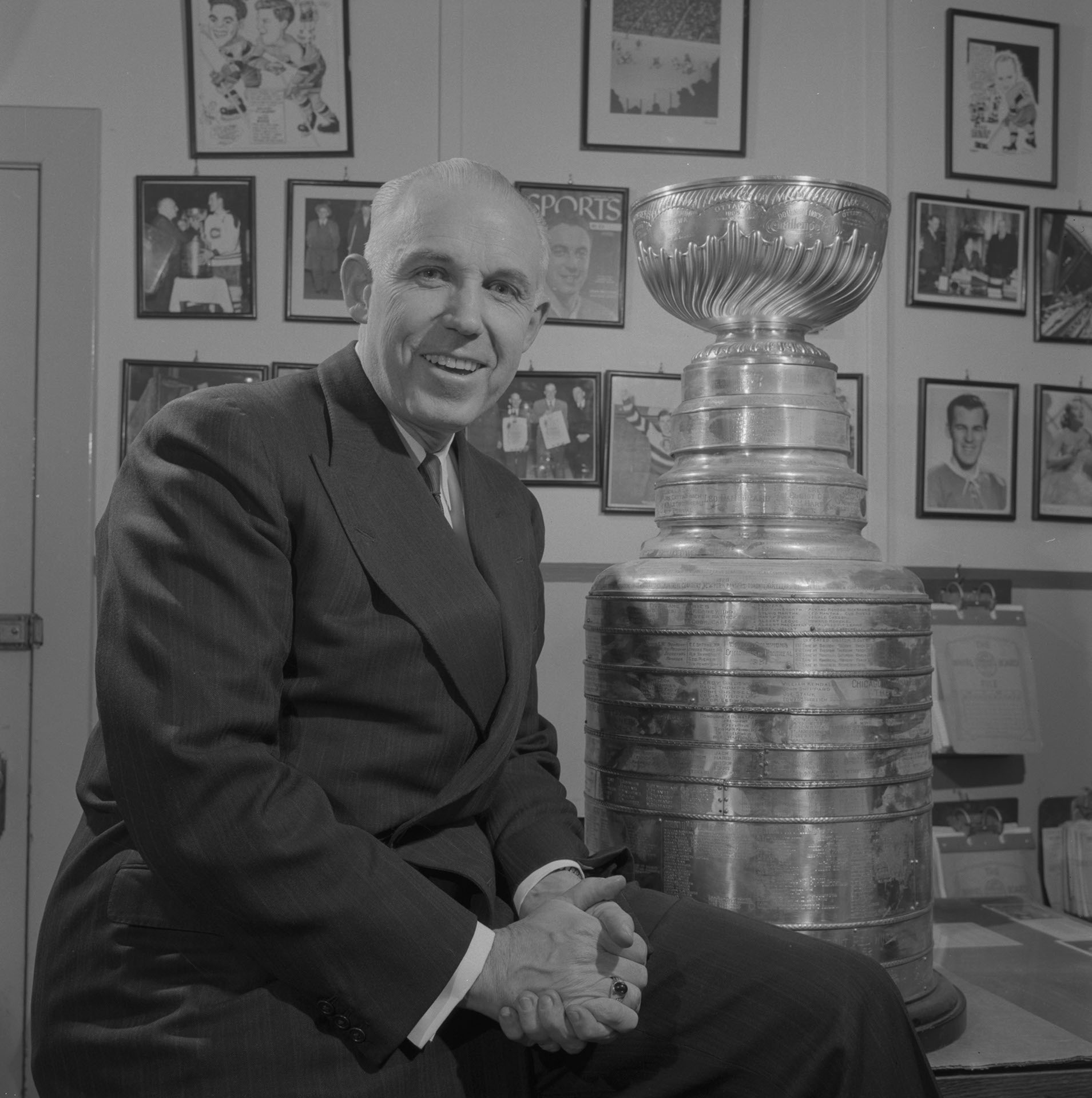
Clarence Campbell et la Coupe Stanley en 1957.

Campbell accepte donc le poste de Président de la LNH, poste qu'il occupera une trentaine d'années jusqu'en 1977. Il est à la base de nombreuses modifications dans les règles et dans la façon de faire de la LNH. Ainsi, il augmente le nombre de matchs joués durant la saison régulière de 50 à 70, il instaure les Matchs des étoiles de façon annuelle. Il est également à l’origine du fonds de pension des joueurs et créé le repêchage intra-ligue en raison des difficultés des Black Hawks de Chicago et des Bruins de Boston au début des années 1950. Clarence Campbell a aussi permis les expansions de 1967 et de 1974. De nombreuses personnes se rappellent surtout de lui comme étant le Président de la LNH qui a suspendu Maurice Richard en 1955. Campbell permet également à la LNH de résister à la concurrence de l'Association mondiale de hockey. En 1977, il tire sa révérence après un règne de 31 ans. Il est alors âgé de 62 ans et connaît des problèmes respiratoires importants. En son honneur, le trophée Clarence-S.-Campbell est remis annuellement dans la LNH depuis 1968 au champion de la conférence de l'Ouest (conférence qui a porté pendant un temps son nom).
John Ziegler prend ses fonctions de Président de la LNH en 1977. Par le passé, il était membre des gouverneurs de la LNH et connaissait bien les rouages internes de la ligue. Il est à la base des négociations avec l'AMH pour inclure quatre des franchises dans la LNH en 1979 : les Oilers d'Edmonton, les Jets de Winnipeg, les Nordiques de Québec et les Whalers de Hartford. Il est un des premiers présidents à avoir réellement écouté et travaillé avec l'Association des joueurs de la LNH et a notamment permis d'étouffer dans l'œuf les menaces de grèves pesant sur la finale de la Coupe Stanley de 1992. Il met malgré tout fin à son mandant à la fin de cette saison et est remplacé par Gilbert Stein pour la saison 1992-1993 de la LNH.
Stein devient le 22 juin 1992 le nouveau Président de la LNH mais avec comme mission particulière de se trouver un successeur. En février 1993, Stein est battu par Gary Bettman comme nouveau Président de la LNH et le mois d'après, un scandale éclate alors que l'annonce est faite que Stein sera admis au Temple de la renommée du hockey. Après enquête, il apparaît que les votes étaient truqués et finalement, il ne parviendra pas à faire partie du Temple.
Bettman, l'ancien directeur-exécutif de la NBA, prend ses nouvelles fonctions dans la LNH en février et est toujours en poste en 2024. Bettman a changé la manière dont les joueurs et autres personnalités pouvaient être admises au Temple de la renommée. Certaines personnes lui reprochent également de déménager de nombreuses franchises mais il a tout de même permis une médiatisation plus importante de la LNH en mettant l'accent sur les vedettes de la LNH comme Wayne Gretzky.

## Précédents successifs
- 1917-1943 : Frank Calder
- 1943-1946 : Norman Dutton
- 1946-1977 : Clarence Campbell
- 1977-1992 : John Ziegler
- 1992-1993 : Gilbert Stein
- Depuis 1993 : Gary Bettman